# 信玄公旗掛松事件

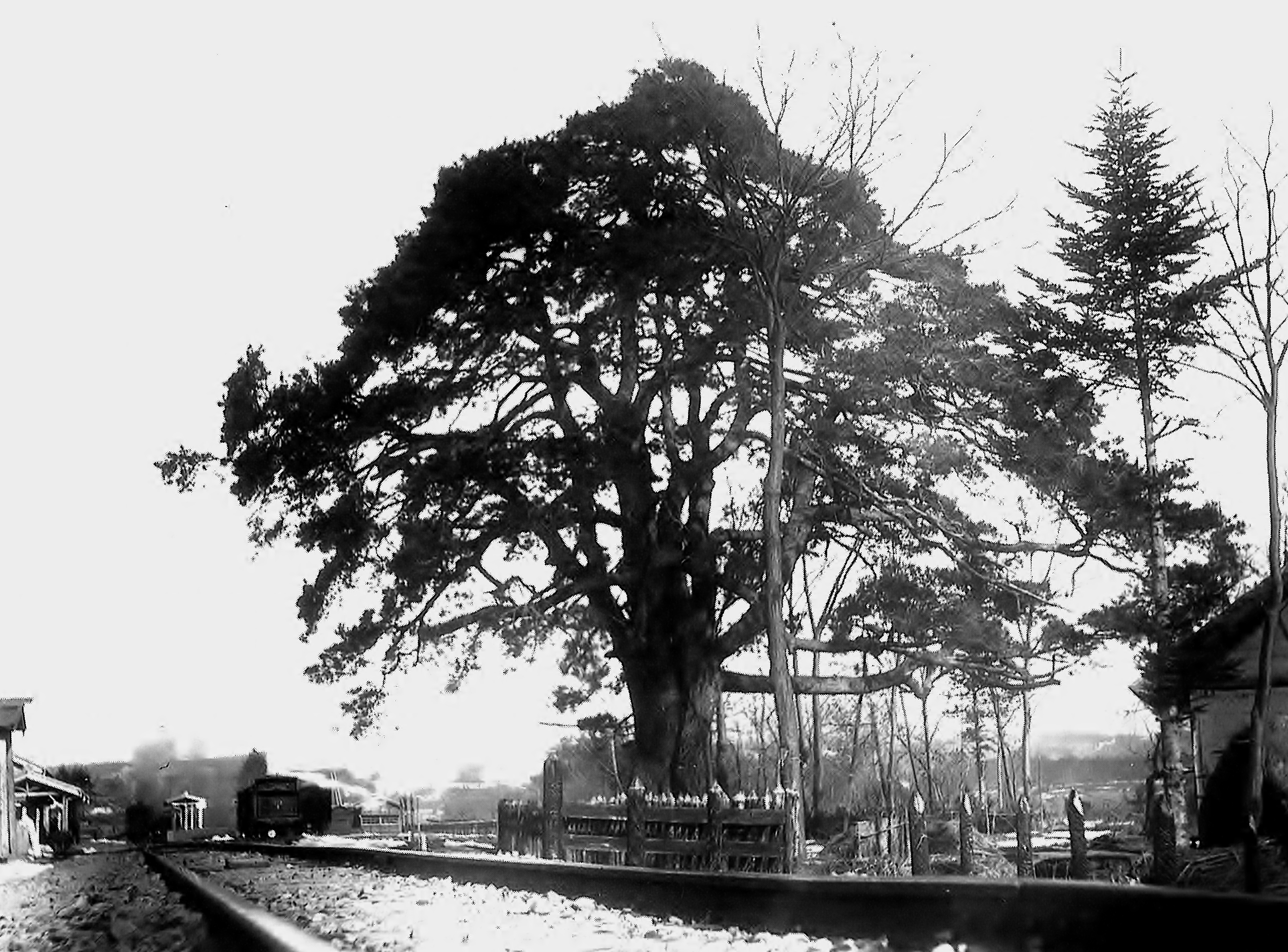
此訴訟案件的松樹（1906年攝）

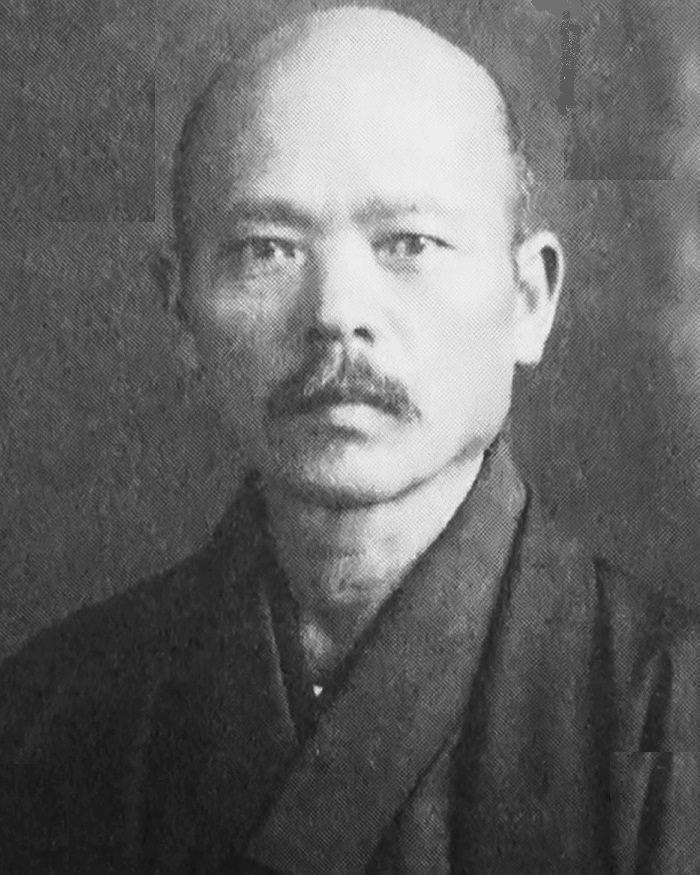
訴訟案原告清水倫茂（大約攝於1915年）

信玄公旗掛松事件（日语：／ Shingenkō hatakakematsu jiken */?），是日本大正年間的一起國家賠償訴訟事件。

## 事件概要
一棵被稱為「信玄公旗掛松」的松樹，傳說曾是武田信玄懸掛軍旗之處，位在山梨縣日野春村（今 北杜市長坂町）的中央本線日野春車站旁，該站是蒸氣機車加水的中途站，疑似因蒸汽機車停車加水時的煤煙、高溫蒸氣、振動等影響，而在1914年12月枯死。地主清水倫茂在1917年對鐵道院（當時管轄國有鐵路的政府機關）提告，請求損害賠償1500日元。
此事件從一審甲府地方裁判所、二審東京控訴院到三審的大審院，都同意原告的主張，認為鐵路事業即使具有高度公共性質，仍不允許侵害他人法益，因此鐵路營運導致松樹枯死，屬於民法上權利濫用的行為。原告清水倫茂對政府提告並獲得勝訴，是日本史上首次向政府提出的損害賠償請求事件。
在大審院於1919年3月3日駁回上訴，確定由原告勝訴後，同年5月19日由甲府地方裁判所開庭審理賠償金額訴訟（先前的訴訟僅就鐵道院之過失與否），期間找了多名植物學家進行松樹價值之鑑定，最後上訴到東京控訴院，1922年4月11日宣判，判決鐵道院需賠償原告日元72圓60錢（松樹22圓60錢、精神撫慰金50圓）。

## 影響
這個事件是近代日本民法典施行後，法院在審判中第一次引用「權利濫用」法理的案件，明示出加害者的權利行使具有違法性，也成為末川博、我妻榮、青山道夫等日本法學者研究「權利濫用論」的契機。
日本直到1947年才制定国家賠償法。
此事件與宇奈月溫泉事件，同為日本的大學法學部學生都會學習到之重要判例。

## 外部連結
- 信玄公旗掛松事件（大東文化大学法学部、野口昌宏研究室）（アーカイブ）
- 北杜市郷土資料館 北杜市HP （页面存档备份，存于）